# Lliga catalana de bàsquet femenina 2017-2018
La XXIX Lliga Nacional Catalana Femenina 2017 fou la vint-i-novena edició de la Lliga catalana de bàsquet. La competició se celebrà entre el 16 i 24 de setembre de 2017. Hi participaren el Cadí la Seu, vigent campió, l'Spar Citylift Girona i Snatt's Femení Sant Adrià. Es proclamà campió l'Spar Citylift Girona, que guanyà el seu sisè títol. Individualment, destaca l'actuació de la pívot maliana Astou Traoré, amb 19 punts i essent escollida MVP de la final.

## Quadre de competició
|  | Eliminatòria prèvia             | Eliminatòria prèvia |                         |    | Final | Final |
|  |                                 |                     |                         |    |       |       |
|  |                                 |                     |                         |    |       |       |
|  |                                 |                     |                         |    |       |       |
|  |                                 |                     |                         |    |       |       |
|  | 24 de setembre 18:00 CET · Reus |                     |                         |    |       |       |
|  |                                 |                     |                         |    |       |       |
|  | Cadí la Seu                     | 63                  |                         |    |       |       |
|  | Cadí la Seu                     | 63                  | 16 de setembre · Llançà |    |       |       |
|  |                                 |                     | Spar Citylift Girona    | 71 |       |       |
|  | Spar Citylift Girona            | 88                  | Spar Citylift Girona    | 71 |       |       |
|  | Spar Citylift Girona            | 88                  |                         |    |       |       |
|  | Snatt's Femení Sant Adrià       | 57                  |                         |    |       |       |
|  | Snatt's Femení Sant Adrià       | 57                  |                         |    |       |       |

## Eliminatòria prèvia
L'Spar Citylift Girona i Snatt's Femení Sant Adrià disputaren el partit d'eliminatòria prèvia el 16 de setembre al Pavelló Municipal de Llançà. Guanyà l'equip gironí per 88 a 57 i es classificà per disputar la seva vuitena final.
| En negreta = Equip guanyador Nota: Noms dels equips segons l'època |

| 16 de setembre de 2017 Acta | Spar Citylift Girona                                       | 88–57 | Snatt's Sant Adrià                                            | Pavelló Municipal de Llançà Àrbitres: Eva Aresté i Yasmina Alcaraz |
| 16 de setembre de 2017 Acta | Resultats per quarts: 22-10, 18-21, 33-17, 15-9            |       |                                                               | Pavelló Municipal de Llançà Àrbitres: Eva Aresté i Yasmina Alcaraz |
| 16 de setembre de 2017 Acta | Pts: Romeo 19 Rebs: Evans 10 Assist: Romeo 6 Val: Romeo 32 |       | Pts: Peña 12 Rebs: Hurtado 10 Assist: Arrojo 4 Val: Arrojo 20 | Pavelló Municipal de Llançà Àrbitres: Eva Aresté i Yasmina Alcaraz |

## Final
El Cadí la Seu i l'Spar Citylift Girona disputaren la seva vuitena final consecutiva el 24 de setembre al Pavelló Olímpic Municipal de Reus. S'imposà el club gironí a l'alturgellenc per 71 a 63, que aconseguí el seu sisè títol de lliga.
| 24 de setembre de 2017 18:00 Acta | Cadí la Seu                                                      | 63–71 | Spar Citylift Girona                                             | Pavelló Olímpic Municipal de Reus Àrbitres: J. Domingo i A. Lázaro |
| 24 de setembre de 2017 18:00 Acta | Resultats per quarts: 13-16, 19-14, 16-19, 15-22                 |       |                                                                  | Pavelló Olímpic Municipal de Reus Àrbitres: J. Domingo i A. Lázaro |
| 24 de setembre de 2017 18:00 Acta | Pts: Lo, Boquete 10 Rebs: Ramírez 7 Assist: Díaz 4 Val: Pujol 10 |       | Pts: Traoré 19 Rebs: Alminaite 10 Assist: Mendy 3 Val: Traoré 18 | Pavelló Olímpic Municipal de Reus Àrbitres: J. Domingo i A. Lázaro |

| Cadí la Seu | Spar Citylift Girona |

| #            | Jugadora        | Pts | Rbs. | Ass. | Val. |
| ------------ | --------------- | --- | ---- | ---- | ---- |
| 2            | Mehryn Kraker   | 5   | 3    | 2    | 4    |
| 4            | Yurena Díaz     | 8   | 3    | 4    | 5    |
| 5            | Macarena Rosset | 6   | 0    | 2    | 6    |
| 7            | Nogaye Lo       | 10  | 2    | 1    | 5    |
| 8            | Andrea Boquete  | 10  | 1    | 2    | 6    |
| 10           | Marta Montoliu  | 2   | 1    | 3    | 7    |
| 11           | Ariadna Pujol   | 9   | 2    | 1    | 10   |
| 13           | Andrea Vilaró   | 2   | 4    | 0    | 3    |
| 14           | Georgina Bahí   | 2   | 1    | 0    | 6    |
| 34           | Caityn Ramírez  | 9   | 7    | 0    | 6    |
| Total        | Total           | 63  | 24   | 15   | 58   |
| Entrenador   |                 |     |      |      |      |
| Bernat Canut |                 |     |      |      |      |

| Campió de la Lliga Catalana 2017-2018 |
| ------------------------------------- |
| Spar Citylift Girona Sisè títol       |
| MVP                                   |
| Astou Traoré                          |

| #          | Jugadora           | Pts | Rbs. | Ass. | Val. |
| ---------- | ------------------ | --- | ---- | ---- | ---- |
| 1          | Núria Martínez     | 5   | 4    | 2    | 4    |
| 4          | Magali Mendy       | 7   | 4    | 3    | 12   |
| 6          | Rosó Buch          | 4   | 8    | 1    | 9    |
| 7          | Astou Traoré       | 19  | 3    | 2    | 18   |
| 10         | María Conde        | 11  | 4    | 2    | 16   |
| 11         | Kristina Alminaite | 4   | 10   | 1    | 7    |
| 14         | Nicole Romeo       | 6   | 0    | 1    | 2    |
| 16         | Helena Oma         | 0   | 0    | 0    | 0    |
| 30         | Shante Evans       | 3   | 1    | 0    | -3   |
| 31         | Nadia Colhado      | 12  | 5    | 1    | 12   |
| 44         | Laura Roig         | 0   | 0    | 0    | -1   |
| Total      | Total              | 71  | 39   | 13   | 76   |
| Entrenador |                    |     |      |      |      |
| Eric Surís |                    |     |      |      |      |